# Susanne Karlsson (skådespelare)
Susanne Karlsson, född 29 november 1972, är en svensk skådespelare som sedan 2008 arbetat på Malmö stadsteater.
Karlsson har studerat vid Teaterhögskolan i Malmö 1996–2000. Därefter startade hon den prisbelönta fria teatergruppen Teater Terrier tillsammans med tre studiekamrater. Där arbetade hon som skådespelare och regissör och manusförfattare fram till 2007. Teater Terrier tilldelades 2002 Region Skånes kulturpris, och 2003 Kvällspostens Thaliapris samt Nöjesguidens Malmö/Lundapris för bästa Scen & Teater 2002.
2006 medverkade hon i Pojke med resväska på Regionteatern Blekinge Kronoberg. Sedan 2008 tillhör hon den fasta ensemblen på Malmö Stadsteater där hon gjort en mängd roller i såväl tunga klassiker, moderna dramer, nyskrivna experimentell uppsättningar och musikteater.
2012 tilldelades hon Sparbankstiftelsen Skånes kulturpris i kategorin teater. År 2016 nominerades hon till Kvällspostens Thaliapris för sin rolltolkning av Petra, i Petra von Kants bittra tårar på Malmö Stadsteater.
Hon har även synts som Svartmans fru Malin i Wallander Läckan från 2009.
Susanne medverkade 2022 i Varanteaterns humorserie Varan-tv på SVT.

## Teaterföreställningar i urval
| År   | Roll             | Produktion                                                                                     | Regi            | Teater            |
| ---- | ---------------- | ---------------------------------------------------------------------------------------------- | --------------- | ----------------- |
| 2003 |                  | Hamlet William Shakespeare                                                                     | Cezaris         | Teater Terrier    |
| 2007 |                  | Takeaway till Eden                                                                             |                 | Teater Terrier    |
| 2009 |                  | Massakerguden (Le Dieu du carnage) Yasmina Reza                                                |                 | Malmö stadsteater |
| 2010 | Loranga          | Loranga, Masarin och Dartanjang                                                                |                 | Malmö stadsteater |
| 2011 | Medea            | Medealand                                                                                      |                 | Malmö stadsteater |
| 2011 |                  | Prins Charles känsla Liv Strömquist                                                            |                 | Malmö stadsteater |
| 2013 | Janis Joplin     | 27                                                                                             |                 | Malmö stadsteater |
| 2013 | Markisinnan      | Farliga förbindelser (Les Liaisons dangereuses) Christopher Hampton                            |                 | Malmö stadsteater |
| 2016 | Petra            | Petra von Kants bittra tårar (Die bitteren Tränen der Petra von Kant) Rainer Werner Fassbinder |                 | Malmö stadsteater |
| 2016 |                  | Blod och eld                                                                                   | Ada Berger      | Malmö stadsteater |
| 2016 |                  | På gränsen                                                                                     | Anna Pettersson | Malmö stadsteater |
| 2017 | Anna             | Svek (Betrayal) Harold Pinter                                                                  | Dennis Sandin   | Malmö stadsteater |
| 2021 | Cirkusdirektören | Halva månen (Der halbe Mond) Roland Schimmelpfennig                                            |                 | Malmö stadsteater |
| 2021 | Modern           | Son fader moder Lars Noréns                                                                    |                 | Malmö stadsteater |
| 2022 | Jenny Larsson    | Chefen Malin Axelsson                                                                          | Maria Löfgren   | Malmö stadsteater |

Samtliga föreställningar spelades på Malmö Stadsteater.